# Piotr II Kolczyk
Piotr II Kolczyk (rum. Petru Cercel; zm. 1590) – hospodar Wołoszczyzny w latach 1583–1585 z dynastii Basarabów.
Był synem hospodara wołoskiego Patrascu Dobrego. Został osadzony na tronie wołoskim przez Imperium osmańskie, po usunięciu z niego Mihnei Poturczeńca, na życzenie króla Francji Henryka Walezego, sprzymierzonego wówczas z Turkami. Jednak Piotr, wykształcony i znający Zachód, w przeciwieństwie do większości swoich poprzedników starał się oprzeć politykę zagraniczną na kontaktach nie tylko z Turcją, ale również z innymi państwami (m.in. Francją, Polską, Wenecją), próbował także dokonać reform wewnętrznych. Ta samodzielność nie odpowiadała Turcji, w związku z czym został dość szybko usunięty z tronu, a kilka lat później, w 1590, po próbie jego odzyskania zgładzony (utopiony w Bosforze).